# Tetrapsyllus corfidii
Tetrapsyllus corfidii är en loppart som först beskrevs av Rothschild 1904.  Tetrapsyllus corfidii ingår i släktet Tetrapsyllus och familjen Rhopalopsyllidae. Inga underarter finns listade i Catalogue of Life.